# В'язове (Красноярузький район)
В'язове (рос. Вязовое) — село у Красноярузькому районі Бєлгородської області Російської Федерації.
Населення становить 934 особи. Входить до складу муніципального утворення В’язовське сільське поселення.

## Історія
Населений пункт розташований у східній частині української суцільної етнічної території — східній Слобожанщині.
Згідно із законом від 20 грудня 2004 року № 159 від 20 грудня 2004 року органом місцевого самоврядування є В’язовське сільське поселення.

## Населення
| 2002 | 2010 |
| ---- | ---- |
| 937  | ↘934 |